# Аніта Шеоран
Аніта Томар Шеоран (англ. Anita Tomar Sheoran; нар. 24 листопада 1984, село Дхані-Маху, округ Бхівані, штат Хар'яна) — індійська борчиня вільного стилю, дворазова бронзова призерка чемпіонатів Азії, срібна та бронзова призерка Чемпіонатів Співдружності, чемпіонка Ігор Співдружності. 

## Життєпис
На Іграх Співдружності 2010 року вона виграла золоту медаль у змаганнях серед жінок вільним стилем до 67 кг. Вона також виграла кілька медалей на Чемпіонаті Азії з боротьби та Чемпіонаті Співдружності з боротьби. 
Після завершення спортивної кар'єри працювала інспектором у поліції Хар'яни. Вона була свідком і підтверджувачем у справі проти Бріджа Бхушана Шарана Сінгха — члена параменту від правлячої партії Бхаратія джаната парті, що одночасно очолював Федерацію боротьби Індії, якого звинувачули в сексуальних домаганнях до жінок-борців під час його перебування на посаді президента Федерації (докладніше — Протести індійських борців 2023). Після відсторонення останнього, Аніта Шеоран претендувала на посаду президента Федерації боротьби Індії. У випадку її обрання вона б стала першою жінкою на цій посаді. Однак, не зважаючі на те, що її підтримали провідні борці Індії, серед яких: Баджранг Пунія, Сакші Малік і Вінеш Фогат, вона прогала вибори близькому помічникові Бріджа Бхушана Санджая Кумара Сінгха.

## Спортивні результати на міжнародних змаганнях

### Виступи на Чемпіонатах світу
| Змагання                        | Збірна | Вагова категорія          | Місце |
| ------------------------------- | ------ | ------------------------- | ----- |
| Чемпіонат світу з боротьби 2008 | Індія  | жіноча боротьба, до 59 кг | 15    |
| Чемпіонат світу з боротьби 2015 | Індія  | жіноча боротьба, до 63 кг | 12    |

### Виступи на Чемпіонатах Азії
| Змагання                       | Збірна | Вагова категорія          | Місце  |
| ------------------------------ | ------ | ------------------------- | ------ |
| Чемпіонат Азії з боротьби 2005 | Індія  | жіноча боротьба, до 67 кг | 8      |
| Чемпіонат Азії з боротьби 2008 | Індія  | жіноча боротьба, до 59 кг | Бронза |
| Чемпіонат Азії з боротьби 2012 | Індія  | жіноча боротьба, до 63 кг | 5      |
| Чемпіонат Азії з боротьби 2016 | Індія  | жіноча боротьба, до 63 кг | Бронза |

### Виступи на Кубках світу
| Змагання                    | Збірна | Вагова категорія          | Місце |
| --------------------------- | ------ | ------------------------- | ----- |
| Кубок світу з боротьби 2013 | Індія  | жіноча боротьба, до 63 кг | 6     |

### Виступи на Чемпіонатах Співдружності
| Змагання                                | Збірна | Вагова категорія          | Місце  |
| --------------------------------------- | ------ | ------------------------- | ------ |
| Чемпіонат Співдружності з боротьби 2005 | Індія  | жіноча боротьба, до 67 кг | Бронза |
| Чемпіонат Співдружності з боротьби 2013 | Індія  | жіноча боротьба, до 67 кг | Срібло |

### Виступи на Іграх Співдружності
| Змагання                | Збірна | Вагова категорія          | Місце  |
| ----------------------- | ------ | ------------------------- | ------ |
| Ігри Співдружності 2010 | Індія  | жіноча боротьба, до 67 кг | Золото |

### Виступи на інших змаганнях
| Змагання                                                         | Збірна | Вагова категорія          | Місце  |
| ---------------------------------------------------------------- | ------ | ------------------------- | ------ |
| Олімпійський кваліфікаційний турнір з боротьби 2012 (Астана)     | Індія  | жіноча боротьба, до 63 кг | Бронза |
| Олімпійський кваліфікаційний турнір з боротьби 2012 (Тайюань)    | Індія  | жіноча боротьба, до 63 кг | 14     |
| Міжнародний меморіал Дейва Шульца 2013                           | Індія  | жіноча боротьба, до 63 кг | Бронза |
| Кубок Президента Казахстану з боротьби 2015                      | Індія  | жіноча боротьба, до 63 кг | Срібло |
| Олімпійський кваліфікаційний турнір з боротьби 2016 (Астана)     | Індія  | жіноча боротьба, до 63 кг | Бронза |
| Олімпійський кваліфікаційний турнір з боротьби 2016 (Улан-Батор) | Індія  | жіноча боротьба, до 63 кг | 7      |
| Pro Wrestling League 2019                                        | Індія  | команда                   | Срібло |